# Who's Next
Who's next es el quinto álbum de estudio de la banda británica de rock The Who, lanzado en agosto de 1971. Tiene su origen en una ópera rock concebida por el guitarrista de la banda, Pete Townshend, titulada Lifehouse. El complejo y ambicioso proyecto no llegó a buen término, por lo que muchas de las canciones escritas para él fueron compiladas en Who's Next como una colección de canciones no relacionadas. 
Considerado por muchos como el mejor álbum del grupo, Who's next fue nombrado uno de los mejores álbumes de todos los tiempos por la cadena de televisión VH1, colocándolo en el puesto #13, y por la revista musical Rolling Stone, alcanzando la posición #28. Tras su publicación, fue considerado como el mejor álbum del año por las encuestas Pazz & Jop de The Village Voice.
El álbum aparece en el puesto 15 de la lista de los 100 mejores álbumes de los años 70, elaborada por Pitchfork Media. Asimismo, el álbum se encuentra incluido en el libro 1001 Albums You Must Hear Before You Die.
En 2006, Who's next fue elegido por la revista TIME como uno de los cien mejores álbumes de todos los tiempos.

## Después deLifehouse
El álbum tiene sus raíces en el proyecto Lifehouse, que Pete Townshend había descrito como "una ópera-rock futurista, un álbum conceptual grabado en directo como música de un proyecto cinematográfico". El proyecto demostró ser intratable a determinados niveles y causó conflictos en el grupo, especialmente entre Townshend y el productor de The Who Kit Lambert. Años después, en las notas de la versión remasterizada de Who's Next, Townshend escribió que el fracaso del proyecto le dejó al borde de una crisis nerviosa. 
Tras abandonar la grabación de los temas de Lifehouse en Nueva York, The Who retomaron el trabajo en el estudio con un nuevo productor, Glyn Johns, comenzando de nuevo. Si bien el concepto de Lifehouse fue abandonado, algunos retazos del proyecto se mantuvieron vigentes en el trabajo final. La línea introductoria de "Pure and Easy" -que Townshend había descrito como el "pivote de Lifehouse"- se nota en las últimas líneas de "Song is Over". Un temprano concepto de Lifehouse fue reciclado al tiempo que Townshend usaba las estadísticas demográficas de Meher Baba y Terry Riley (cuyo A Rainbow in Curved Air es influencia directa de la introducción del tema) de forma aleatoria para generar la base de "Baba O'Riley".
Si bien en un principio Townshend abandonó el proyecto Lifehouse, en años posteriores continuaría desarrollando los conceptos en diferentes álbumes. En 2006, Townshend abriría una página web llamada The Lifehouse Method para aceptar entradas personales de candidatos que pudieran desarrollar autorretratos musicales.

## Canciones y arreglos
El álbum fue reconocido de inmediato por un sonido dinámico. De forma fortuita, el álbum se desarrolló en una época que introdujo novedosos avances tecnológicos como la invención, pocos años antes, del sintetizador. El resultado fue un sonido absolutamente novedoso para aquella época y que sentó un precedente en la música rock. 
Townshend usaría los primeros sintetizadores y sonidos de teclados modificados de numerosas formas: como efectos de zumbido en numerosas canciones, notablemente en "Baba O'Riley" y "Won't Get Fooled Again", o como matraca musical en temas como "The Song is Over". Asimismo, Townshend modularía el espectro de su guitarra en "Going Mobile", dando un distintivo sonido que degeneraría en un ruido al final del tema.[cita requerida].
El álbum abría con el innovador "Baba O'Riley", que incluía un piano interpretado por Townshend y un violín de Dave Arbus. Titulado en honor del gurú de Townshend, Meher Baba, y del compositor Terry Riley, el tema uniría la experimentación primeriza de Townshend con los sintetizadores y el sonido hard rock tradicional del grupo. Otros temas remarcables y reconocidos son la balada "Behind Blue Eyes" y la épica "Won't Get Fooled Again".

## Portada
La portada del álbum, tomada en Easington Colliery, muestra a la banda aparentemente después de orinar en un monolito situado dentro de un escorial. Según el fotógrafo Ethan A. Russell, algunos de los componentes del grupo no estaban dispuestos para orinar, de modo que se utilizó agua para simular el efecto. La fotografía es vista por algunos como una referencia al monolito descubierto en la luna en la película 2001: A Space Odyssey, que había sido estrenada apenas tres años antes. 
En 2003, el canal de televisión por cable VH1 colocó la portada de Who's Next en la segunda posición de las mejores portadas de todos los tiempos. 
Una versión rechazada para la portada del álbum incluía al batería del grupo, Keith Moon, vestido con ropa interior de mujer, peluca marrón y un látigo de cuero.

## Crítica
Who's Next obtuvo un gran éxito comercial y de crítica. "Con sus guitarras acústicas y sus ritmos de batería, este triunfo del hard rock es no más que un álbum de puro hard rock como Tommy", escribió Robert Christgau para su columna de Consumer Guide.
Cuando se celebraron las primeras encuestas Pazz & Jop en 1971, Who's Next obtuvo un sencillo primer puesto, distanciándose de otros álbumes en 208 puntos, cerca del 65 por ciento. En una publicación que analizaba los resultados, Christgau escribió: "Todo el mundo llama a Who's Next el mejor álbum de hard rock, aunque contiene varias baladas y algún material que incluye violín y sintetizadores. De cualquier modo, era claramente la pieza maestra más popular del año."

## Lista de canciones

### 1971: 1.ª edición
| Cara 1 |                          |                |          |  |
| N.º    | Título                   | Autor          | Duración |  |
| 1.     | «Baba O'Riley»           | Pete Townshend | 5:00     |  |
| 2.     | «Bargain»                | Pete Townshend | 5:33     |  |
| 3.     | «Love Ain't for Keeping» | Pete Townshend | 2:12     |  |
| 4.     | «My Wife»                | John Entwistle | 3:41     |  |
| 5.     | «The Song Is Over»       | Pete Townshend | 6:16     |  |

| Cara 2 |                          |                |          |  |
| N.º    | Título                   | Autor          | Duración |  |
| 6.     | «Getting in Tune»        | Pete Townshend | 4:50     |  |
| 7.     | «Going Mobile»           | Pete Townshend | 3:42     |  |
| 8.     | «Behind Blue Eyes»       | Pete Townshend | 3:42     |  |
| 9.     | «Won't Get Fooled Again» | Pete Townshend | 8:32     |  |

| Temas extra en la reedición de 1996 |                                                               |                        |          |  |
| N.º                                 | Título                                                        | Autor                  | Duración |  |
| 10.                                 | «Pure and Easy» (versión original)                            | Pete Townshend         | 4:22     |  |
| 11.                                 | «Baby Don't You Do It»                                        | Holland-Dozier-Holland | 5:15     |  |
| 12.                                 | «Naked Eye» (en vivo en el Young Vic, el 26 de abril de 1971) | Pete Townshend         | 5:31     |  |
| 13.                                 | «Water» (en vivo en el Young Vic, el 26 de abril de 1971)     | Pete Townshend         | 6:26     |  |
| 14.                                 | «Too Much of Anything»                                        | Pete Townshend         | 4:25     |  |
| 15.                                 | «I Don't Even Know Myself»                                    | Pete Townshend         | 4:56     |  |
| 16.                                 | «Behind Blue Eyes» (versión original)                         | Pete Townshend         | 3:28     |  |

### 2003: Edición deluxe
- Disco 1

El primero de los dos discos de la edición Deluxe contiene los nueve temas de la primera edición, seguidos por seis canciones descartadas de las sesiones de grabación, entre las cuales "Gettin' in Tune" y "Won't Get Fooled Again" eran inéditas. Cada uno de los seis temas adicionales fueron grabadas en los Record Plant de Nueva York en marzo de 1971, antes de ser abandonados para retomar su grabación en Inglaterra.
| N.º | Título                                           | Autor                  | Duración |  |
| 1.  | «Baba O'Riley»                                   | Pete Townshend         | 5:01     |  |
| 2.  | «Bargain»                                        | Pete Townshend         | 5:33     |  |
| 3.  | «Love Ain't for Keeping»                         | Pete Townshend         | 2:12     |  |
| 4.  | «My Wife»                                        | John Entwistle         | 3:41     |  |
| 5.  | «The Song Is Over»                               | Pete Townshend         | 6:16     |  |
| 6.  | «Getting in Tune»                                | Pete Townshend         | 4:50     |  |
| 7.  | «Going Mobile»                                   | Pete Townshend         | 3:42     |  |
| 8.  | «Behind Blue Eyes»                               | Pete Townshend         | 3:42     |  |
| 9.  | «Won't Get Fooled Again»                         | Pete Townshend         | 8:35     |  |
| 10. | «Baby Don't You Do It» (versión extendida)       | Holland-Dozier-Holland | 8:21     |  |
| 11. | «Getting in Tune»                                | Pete Townshend         | 6:36     |  |
| 12. | «Pure and Easy» (versión alternativa)            | Pete Townshend         | 4:33     |  |
| 13. | «Love Ain't For Keeping» (versión eléctrica)     | Pete Townshend         | 4:06     |  |
| 14. | «Behind Blue Eyes» (versión alternativa)         | Pete Townshend         | 3:30     |  |
| 15. | «Won't Get Fooled Again» (grabación en New York) | Pete Townshend         | 8:48     |  |

- Disco 2

Contiene el concierto ofrecido por el grupo en el teatro Young Vic de Londres el 26 de abril de 1971. Las canciones «Pinball Wizard», «Bony Moronie», «See Me, Feel Me» y «Baby Don't You Do It», fueron interpretadas en el concierto, pero no fueron incluidas en el disco.
| N.º | Título                     | Autor          | Duración |  |
| 1.  | «Love Ain't for Keeping»   | Pete Townshend | 2:57     |  |
| 2.  | «Pure and Easy»            | Pete Townshend | 6:00     |  |
| 3.  | «Young Man Blues»          | Mose Allison   | 4:47     |  |
| 4.  | «Time Is Passing»          | Pete Townshend | 3:59     |  |
| 5.  | «Behind Blue Eyes»         | Pete Townshend | 4:49     |  |
| 6.  | «I Don't Even Know Myself» | Pete Townshend | 5:42     |  |
| 7.  | «Too Much of Anything»     | Pete Townshend | 4:20     |  |
| 8.  | «Getting in Tune»          | Pete Townshend | 6:42     |  |
| 9.  | «Bargain»                  | Pete Townshend | 5:46     |  |
| 10. | «Water»                    | Pete Townshend | 8:19     |  |
| 11. | «My Generation»            | Pete Townshend | 2:58     |  |
| 12. | «Road Runner»              | Bo Diddley     | 3:14     |  |
| 13. | «Naked Eye»                | Pete Townshend | 6:21     |  |
| 14. | «Won't Get Fooled Again»   | Pete Townshend | 8:50     |  |

- Otras canciones

«Let's See Action» de Townshend y «When I Was A Boy» de Entwistle, fueron grabadas durante las sesiones en Olympic Studios en mayo de 1971. Mientras ninguna de esas canciones fueron incluidas en el original Who's Next, estas fueron lanzadas como sencillos aquel mismo año y posteriormente en otras compilaciones.

## Créditos
The Who
- Roger Daltrey — voz principal, armónica en «I Don't Even Know Myself»
- Pete Townshend — guitarras, órgano, sintetizadores VCS3 y ARP, coros, piano en «Baba O'Riley», voz principal en «Going Mobile» y la versión original de «Love Ain't for Keeping», segunda voz principal en «Baba O'Riley», «Bargain» y «The Song Is Over»
- John Entwistle — bajo, coros, instrumentos de viento, voz principal y piano «My Wife»
- Keith Moon — batería y percusión

Músicos adicionales
- Nicky Hopkins — piano en «The Song Is Over» y «Getting in Tune»
- Dave Arbus — violín en «Baba O'Riley»
- Al Kooper — órgano en la versión alternativa de «Behind Blue Eyes»[18]
- Leslie West — guitarra líder en «Baby Don't You Do It»[18]

Producción
- Kit Lambert, Chris Stamp, Pete Kameron — producción ejecutiva
- The Who y Glyn Johns — producción
- Glyn Johnes — grabación, dirección y mezcla
- Ethan A. Russell — fotografía
- John Kosh — diseño

## Posición en listas
| País                | Lista                 | Posición |
| ------------------- | --------------------- | -------- |
| Australia           | ARIA Albums Chart     | 3        |
| Alemania Occidental | Media Control Charts  | 18       |
| Canadá              | RPM Albums Chart      | 5        |
| Estados Unidos      | Billboard 200         | 4        |
| Noruega             | VG-lista Albums Chart | 6        |
| Países Bajos        | Mega Albums Chart     | 2        |
| Reino Unido         | UK Albums Chart       | 6        |

| Sencillo                 | País           | Lista              | Posición |
| ------------------------ | -------------- | ------------------ | -------- |
| «Won't Get Fooled Again» | Australia      | ARIA Singles Chart | 14       |
| «Won't Get Fooled Again» | Canadá         | RPM Singles Chart  | 7        |
| «Won't Get Fooled Again» | Estados Unidos | Billboard Hot 100  | 15       |
| «Won't Get Fooled Again» | Reino Unido    | UK Singles Chart   | 9        |
| «Behind Blue Eyes»       | Estados Unidos | Billboard Hot 100  | 34       |

## Certificaciones
| País           | Organismo certificador | Certificación | Ventas certificadas | Ref.   |
| -------------- | ---------------------- | ------------- | ------------------- | ------ |
| Estados Unidos | RIAA                   | Platino (x3)  | 3 000 000           | [ 24 ] |
| Reino Unido    | BPI                    | Oro           | 100 000             | [ 25 ] |